# Vintrie
Vintrie est une localité de Suède dans la commune de Malmö en Scanie.
Sa population était de 814 habitants en 2019.